# Helmstan
Helmstan (* vor 838 in England; † um 850) war Bischof der Diözese Winchester von 838 bis zu seinem Tod. 
Helmstan trug maßgeblich dazu bei, dass während seiner Leitung Winchester zu einem bedeutenden Zentrum des christlichen Glaubens in England erblühte.
Seine Zeit als Bischof fiel in die Regierungszeit von König Æthelwulf, der selbst als streng gläubiger Christ einige Zeit als Mönch im Kloster von Winchester verbracht haben soll.

## Gedenktag
- 29. März (katholisch)[2]